# شبرق متدلي
الشبرق المتدلي (باللاتينية: Ononis pendula) نوع نباتي ينتمي إلى جنس الشبرق من الفصيلة البقولية.

## الموئل والانتشار
موطنه مناطق غرب حوض البحر الأبيض المتوسط من المغرب العربي وصقلية إلى إسبانيا.